# Myriorama
Als Myriorama (griech., „Zehntausendschau“) bezeichnet man eine Variante des Panoramas. 

Das Myriorama wurde im Jahre 1802 von dem Physiker, Mediziner und Erzieher Jean-Pierre Brès in Paris erfunden und von Clark in London verbessert. Es „besteht aus einer auf einen langen Streifen in den buntesten Farben ausgemalten Landschaft, welche in viele Theile so zerschnitten ist, daß die Durchschnittslinien überall aneinander passen und die einzelnen Landschaftsstücke vielfach von neuem zusammengesetzt werden können, wodurch sehr viele Landschaftsbilder entstehen.“ Die einzelnen Sets bestanden aus, 16, 24 oder mehr Spielkarten. „24 Karten erlaubten 620.448.401.733.239.439.360.000 mögliche Permutationen.“ In den 1970er und '80er Jahren gab es Reprints eines Myriorama mit 24 Karten zu kaufen, auf dessen Karton eine noch größere Anzahl von Möglichkeiten sowie eine Formel zur Berechnung angegeben war. Dabei waren auch kürzere Varianten (mit einer Teilmenge der Karten) berücksichtigt worden.
Myrioramen waren in der Zeit des Biedermeier vor allem in England als „belehrende Legespiele“ beliebt. Sie dienten nicht nur der Unterhaltung, sondern waren auch als Anleitung zum Zeichnen von Landschaften und allgemein als Schulung zur Wahrnehmung von Landschaft gedacht. In diesen Myrioramen waren die einzelnen Landschaftselemente der Realität entnommen und identifizierbar.
Die anspruchsvollste Art dieser Myrioramen wurde in England unter dem Namen „Hellenicorama“ herausgegeben. Die damals herrschende Griechenlandbegeisterung der Bildungsreisenden  schlug vor Ort zumeist in Enttäuschung um: „Die vielleicht größte Enttäuschung […] bestand für die meisten Reisenden darin, dass es ihnen nicht gelang, die historische Bedeutung der von ihnen besuchten Landschaften und Stätten zu fühlen.“ Mit Hilfe eines Hellenicorama konnte man vor Reiseantritt seine Wahrnehmung für die historischen Landschaften trainieren.
Die Verleger der Myrioramen entdeckten aber bald, dass neben diesen aufwendigen und teuren didaktischen Spielzeugen für einfachere Ausgaben, die als Kinderspielzeug gedacht waren, ein größerer Markt bestand.
Seit den neunziger Jahren des vorigen Jahrhunderts setzen sich vermehrt zeitgenössische Graphiker mit dem Myriorama als Kunstwerk auseinander. So wurde z. B. 2006 eine, vom Hamburger Künstler Detlef John gestaltete, Myriorama Edition im Veduto Verlag herausgegeben.
Andere Panoramen sind Diorama, Georama, Neorama, Kosmorama, Pleorama und Cyklorama.